# 布拉森斯泰因山

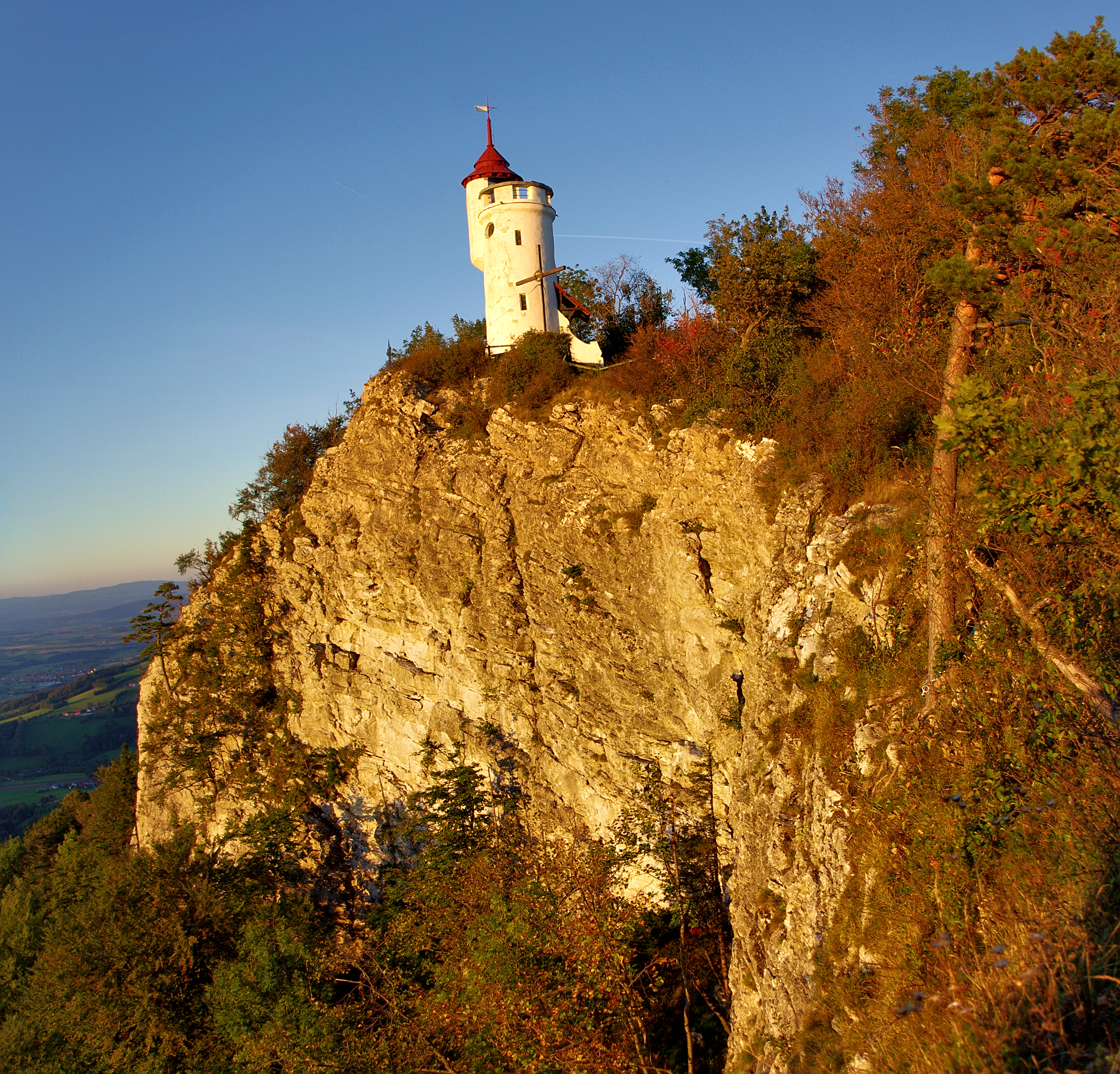

48°0′36″N 15°12′16″E / 48.01000°N 15.20444°E
布拉森斯泰因山（德語：Blassenstein），是奧地利的山峰，位於該國東北部，由下奧地利州負責管轄，屬於蒂爾尼茨阿爾卑斯山脈的一部分，海拔高度844米。